# しっぽのきもち
『しっぽのきもち』は、1988年5月21日に発売された谷山浩子の14作目のアルバム。

## 概要
子供向けの曲を集めており、タイトルチューン「しっぽのきもち」をはじめ、「おはようクレヨン」「まっくら森の歌」「恋するニワトリ」はNHK『みんなのうた』で放送された楽曲で、同番組での放送に近い編曲で収録された。
ほかには、『未来少年コナン』の劇場版主題歌「愛をもういちど」（研ナオコへの提供曲）、テレビアニメ『ななこSOS』挿入歌『恋のタマゴ』といったアニメソング、花王提供『母と子の教育フィルム』主題歌「花時計」、動物愛護協会主催・ニッポン放送協賛の音楽コンテスト入賞曲「秋ぎつね」などが収録されている。
ジャケットのイラストは伊藤正道の作である。

## 収録曲
1. しっぽのきもち
作詞・作曲：谷山浩子、編曲：岡崎倫典
2. おはようクレヨン
作詞・作曲：谷山浩子、編曲：藤本敦夫
3. 秋ぎつね
作詞：栗田美幸、作曲：谷山浩子、編曲：岡崎倫典
4. キャロットスープの歌
作詞：谷山浩子・垣内一浩、作曲：谷山浩子、編曲：藤本敦夫
5. まっくら森の歌（2nd Ver.）
作詞・作曲：谷山浩子、編曲：乾裕樹・石井AQ
6. エッグムーン
作詞・作曲：谷山浩子、編曲：藤本敦夫
7. 恋するニワトリ（2nd Ver.）
作詞・作曲：谷山浩子、編曲：岡崎倫典
8. ニャコとニャンピ
作詞・作曲：谷山浩子、編曲：石井AQ・谷山浩子
9. はじめてのピュンタ
作詞・作曲：谷山浩子、編曲：石井AQ・谷山浩子
10. 愛をもういちど
作詞・作曲：谷山浩子、編曲：石井AQ・谷山浩子
11. 恋のタマゴ
作詞・作曲：谷山浩子、編曲：石井AQ・谷山浩子
12. ほうき星の歌
作詞・作曲：谷山浩子、編曲：倉田信雄
13. 花時計
作詞・作曲：谷山浩子、編曲：石井AQ・谷山浩子・岡崎倫典

## みんなのうた
タイトルチューンの「しっぽのきもち」は、NHK『みんなのうた』で放送された。同番組では、南家こうじによる擬人化された猫のキャラクターによるアニメーションと共に流れる。登場するキャラクターは恋人同士のピンクの猫の女の子とトラ猫の男の子である。
谷山浩子のベストアルバム『花とゆめ』の解説によれば、谷山自身が楽曲を作ったときは「人間のしっぽ」だったが、アニメーションによって猫のしっぽになったと述べている。

### カバー
「しっぽのきもち」は、以下のアーティストによってカバーされている。
- アイドルグループCoCoがコンサートにてカバーしている。
- 山野さと子 - アルバム『NHKみんなのうた〜レレの青い空〜』（2005年）
- 前川みく（高森奈津美） - アルバム『THE IDOLM@STER CINDERELLA MASTER Cute jewelries! 001』（2013年）